# Frances Tiafoe
Frances Tiafoe, född 1998, är en amerikansk tennisspelare.
Han nådde semifinal i US Open 2022. Han har vunnit tre titlar i ATP-touren. Som högst har han varit rankad på tionde plats i världen. Han blev den tredje afroamerikanska mannen att bli det, efter Arthur Ashe och James Blake.